# Rhionaeschna demarmelsi
Rhionaeschna demarmelsi är en trollsländeart som beskrevs av Von Ellenrieder 2003. Rhionaeschna demarmelsi ingår i släktet Rhionaeschna och familjen mosaiktrollsländor. Inga underarter finns listade i Catalogue of Life.